# NGC 2523
NGC 2523 (другие обозначения — UGC 4271, MCG 12-8-31, ZWG 331.32, Arp 9, IRAS08092+7343, PGC 23128) — галактика в созвездии Жираф.
Этот объект входит в число перечисленных в оригинальной редакции «Нового общего каталога», а также включён в атлас пекулярных галактик.
Галактика NGC 2523 входит в состав группы галактик NGC 2523. Помимо NGC 2523 в группу также входят NGC 2441, PGC 23781, NGC 2550A, UGC 4041 и UGC 4199.